# 贵州冷蕨
贵州冷蕨（学名：Cystopteris guizhouensis）为蹄盖蕨科冷蕨属下的一个种。

## 扩展阅读
- 維基物種上的相關：贵州冷蕨